# Галлахер, Юджин
Ю́джин Га́ллахер (англ. Eugene V. Gallagher; род. 23 июня 1950, Мистик, Коннектикут, США) — американский религиовед и историк религии, специалист по истории религии, новым религиозным движениям, Новому Завету и раннему христианству, западным религиозным текстам и традициям.

## Биография
В 1972 году получил бакалавра гуманитарных наук по религиоведению в Университете Ла Салля, а также в 1974 году магистра гуманитарных наук по истории религий и в 1980 году доктора философии по истории религий в Чикагском университете.
С 1978 года преподавал в Коннектикутском колледже, где до 2015 года являлся профессором-эмеритом религиоведения имени Розмари Парк. Также был преподавателем в Университете Ла Салля и Индианского университета — Индианапольского университета Пердье.
С 2015 года — адъюнкт кафедры религиоведения Чарлстонского колледжа.
Почётный доктор Университета Ла Салля.
Главный редактор научного журнала Nova Religio. 
Автор нескольких монографий, в основном на тему новых религиозных движений.
В 1995 году в своей книге ''Why Waco? Cults and the Battle for Religious Freedom in America (написанной в соавторстве с Джеймсом Тейбором) Галлахер назвал одной из основных причин многочисленных человеческих жертв в секте «Ветвь Давидова» во время осады «Маунт Кармел» неправильное понимание религиозных вопросов американскими правоохранительными органами.

## Научные труды

### Монографии
- Divine Man or Magician? Celsus and Origen on Jesus (Chico, CA:  Scholars Press, 1982), SBLDS 64
- Expectation and Experience: Explaining Religious Conversion (Atlanta, GA: Scholars Press, 1990), Ventures in Religion, Vol. 2.
- Why Waco? Cults and the Battle for Religious Freedom in America (Berkeley: University of California Press, 1995), with James D. Tabor[англ.]
- The New Religious Movements Experience in America (Westport, CT: Greenwood Press, 2004)
- Reading and Writing Scripture in New Religious Movements: New Bibles and New Revelations (New York: Palgrave Macmillan, 2014)
- The Religious Studies Skills Book (London and New York: Bloomsbury, forthcoming), with Joanne Maguire Robinson
- New Religions: Emerging Faiths and Religious Cultures in the Modern World (Santa Barbara: ABC-CLIO, forthcoming), with Lydia Willsky-Ciollo

### Статьи
- Responding to Resistance in Teaching about New Religious Movements” // Teaching New Religions / David Bromley, ed. (Oxford, 2007).
- “Sketching the Contours of the Scholarship of Teaching and Learning in Theology and Religion” (with Patricia O’Connell Killen) // Teaching Theology and Religion 16 (2013) pp. 107-124
- “Teaching Religious Studies // The Oxford Handbook of Religion and American Education / Michael Waggoner & Nathan C. Walker, eds. New York: Oxford University Press, forthcoming)
- “Scientology’s Sunday Service: Scripture in Action,” // Numen: International Review for the History of Religions[англ.] 63 (2016), pp. 95-112.
- “New Religious Movements and Scripture” in James R. Lewis, ed., Oxford Handbook of New Religious Movements, 2nd ed. (Oxford: Oxford University Press, 2016), pp. 370-379.
- “A Guaranteed Future for New Religions” in Gallagher, ed., Visioning New and Minority Religions: Projecting the Future, pp. 74-83.
- “From the Church of Satan to the Temple of Set: Revisionism in the Satanic Milieu” in Eileen Barker and Beth Singler, eds., Radical Change in Minority Religions (London: Routledge, forthcoming)
- Reading the Signs: Millennialism, Scripture, and Tradition // Oxford Handbook on Millennialism
- Catastrophic Millennialism: Expecting Cataclysmic Transition to a Collective Salvation // Oxford Handbook on Millennialism
- Sectarianism // The World’s Religions: Continuities and Transformations / Peter Clarke & Peter Beyer, eds.
- Religion // Encyclopedia of Leadership.
- Teaching for Religious Literacy // Teaching Theology and Religion
- Spirituality in Higher Education? Caveat Emptor // Religion and Education